# Kaple svatého Fructuosa
Kaple svatého Fructuosa (Capela de São Frutuoso), známá také jako Kaple Nejsvětějšího Salvátora z Montélios, je předrománská kaple ve čtvrti Real města Braga v Portugalsku. Je součástí skupiny náboženských staveb včetně královského kostela a původně byla postavena Vizigóty v 7. století na půdorysu řeckého kříže. Od roku 1944 je klasifikována jako národní památka.

## Dějiny

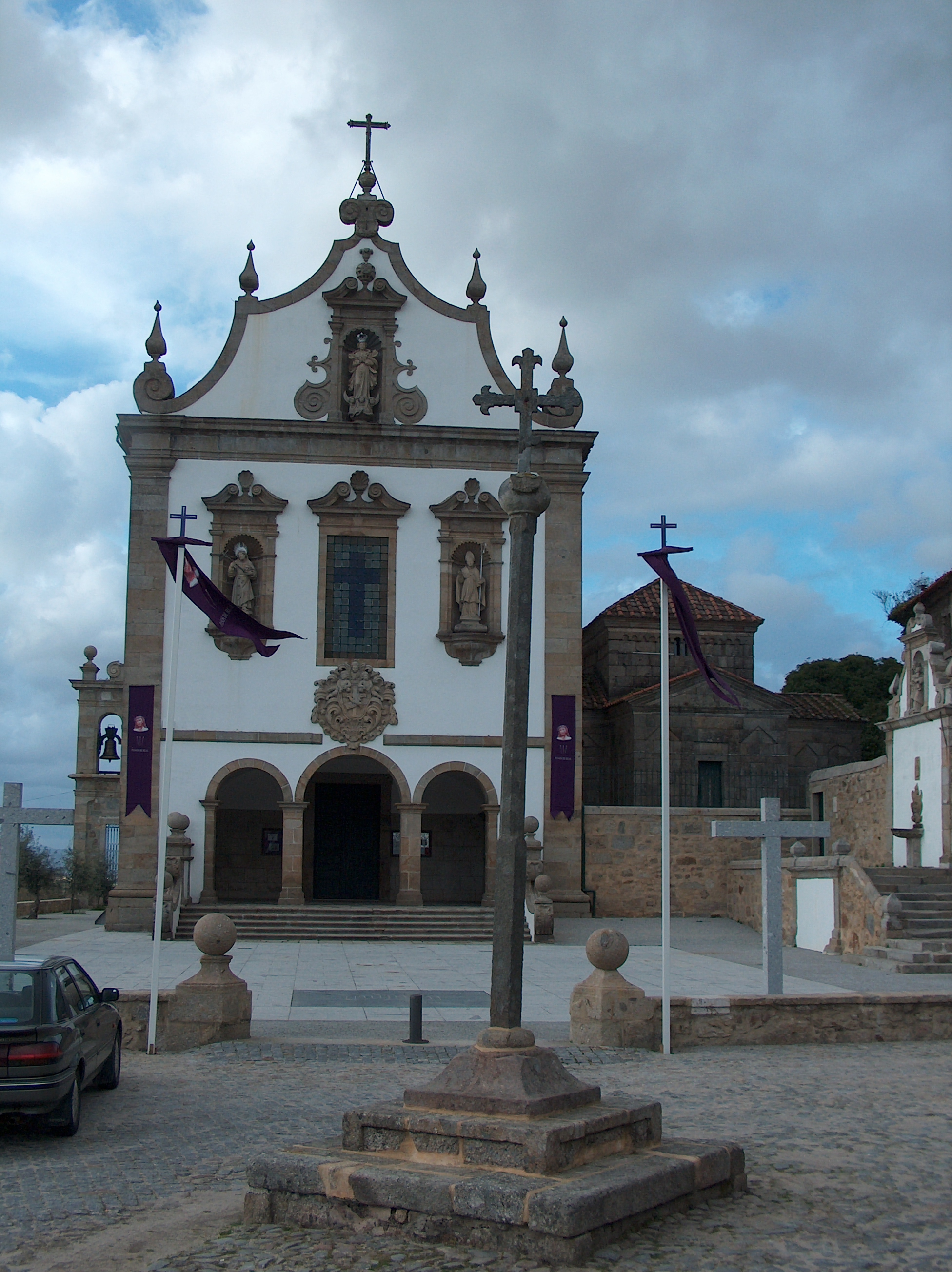
Kostel sv. Františka a přilehlá kaple sv. Fruktuosa s budovami kláštera sv. Salvátora

Podle historických záznamů a ústní tradice stála na místě kaple kolem roku 560 malá římská vila a pravděpodobně i chrám zasvěcený bohu Asklépiovi. V roce 656 založil Fructuosus z Bragy, tehdejší biskup Bracary, na tomto místě klášter Nejsvětějšího Salvátora a nařídil výstavbu kaple jako své hrobky. V jeho životopise to potvrzuje svatý Valerius, který zmiňuje, že světec, který založil klášter, byl zde pohřben (mezi lety 665 a 666).
V 9.-10. století byla kaple přestavěna a nově vyzdobena. Z dokumentu z roku 883 vyplývá, že kaple byla znovu zasvěcena Nejsvětějšímu Salvátorovi a také potvrzuje původní výstavbu mezi lety 656 a 665.
Kolem 12. století, po reconquistě s oživením křesťanské komunity oživl i kult svatého Fructuosa z Bragy. V roce 1102 arcibiskup ze Santiaga de Compostela Diogo Gelmires přenesl jeho ostatky do Compostely.
V roce 1523 arcibiskup Diogo de Sousa poblíž kaple založil kapucínský klášter, přičemž pravděpodobně nechal strhnou starší klášter Nejsvětějšího Salvátora.
Manuel de Monforte (1696) v Kronice provincie Piedade říká, že „kaple je ve tvaru kříže se všemi stranami stejnými; jejichž výběžky tvoří čtyři kaple, jejichž zdi se uzavírají v půlkruhu. Jedna z kaplí, kterou lze nazvat patou kříže, slouží jako vstup, kde jsou dveře; další, která přímo odpovídá této jako hlava kříže, slouží jako hlavní kaple nebo místo oltáře; v dalších dvou, které jsou rameny, jsou dva boční oltáře... v tomto tak malém prostoru má kostel 24 sloupů: čtyři u hlavního vstupu ke dveřím, šest v každé boční kapli a osm v hlavní...“
V roce 1728 z nařízení arcibiskupa Rodriga de Moura Teles začala rekonstrukce a přestavba kostela kláštera sv. Františka, přičemž kaple sv. Fructuosa byla začleněna do kostela. Od té doby je kaple přístupná z hlavního kostela. Došlo v ní k významným změnám, zejména zboření hlavního průčelí, úpravám východního a západního ramene latinského kříže a změnám vnitřních sloupů včetně baldachýnů.
Architekt Ernest Korrodi jako první prosazoval obnovu původního vzhledu kaple (1897) a publikoval krátký článek nazvaný Latinsko-byzantská památka v Portugalsku (Um Monumento Latino-Bizantino em Portugal). O několik desítek let později začal João de Moura Coutinho e Sousa Lobo v roce 1931 obnovovat původní vzhled kaple. Vycházel přitom z původní hypotézy, že kapli nechal v 6. století postavit Fructuosus z Bragy jako svou hrobku podle vzoru mauzalea Gally Placidie v Ravenně. Po této přestavbě následovala v roce 1939 rekonstrukce kupole a střechy portugalským památkovým úřadem DGEMN a další práce v letech 1941, 1958 (rekonstrukci zdí, dveří, omítnutí kupole), 1961 (úpravy dlažby, hlavního oblouku, rekonstrukce schodiště a zpevnění klenuté střechy), 1966, 1970, 1973, 1984 a 1987.

## Architektura
Kaple se nachází na východním bočním průčelí kostela kláštera sv. Františka, pod jeho úrovní. Zatímco přístup do interiéru kaple je z kostela, původní vnější přístup vedl přes malý uzavřený dvůr a bránu. Východně od kaple jsou ruiny starého kláštera.
Kaple sv. Fructuosa zůstává v některých směrech záhadou, ale je jedinečným příkladem vizigótské architektury v Portugalsku, snad inspirovaným byzantskými mauzolei srovnatelnými s Gallou Placidií v Ravenně.
Kostel je rozvržen na půdorysu řeckého kříže s obdélníkovým exteriérem a polokruhovými apsidami (na severu, jihu a východě). Z vnějšku je hlavní objem kaple korunován věžovitou kupolí a křížem, se střechou pokrytou zaoblenými taškami. Vápencové zdi jsou korunovány hranatými římsami, kterým předcházejí vlysy, také z vápence, ve tvaru provazu, půlkruhů, šesticípých rozet a fleur-de-lis. Boční fasády jsou zdobeny slepými arkádami, střídajícími se mezi hranatými a dvojitými zaoblenými vlysy, které se opakují ve věžové kupoli, kde jsou malá kulatá okna. Hlavní průčelí, které bylo kdysi hlavním vchodem, je zvýrazněno velkým obloukovým portálem, kterému předchází schodiště. V severní části východního ramene kaple je arkosolium (pohřební výklenek), kde byly původně uloženy ostatky svatého Fructuosa.
Vnitřní zdi interiéru jsou ohraničeny kulatými oblouky, podepřenými velkými pilíři, nad nimiž jsou velké zdobené vlysy s trojitými podkovovitými oblouky, z nichž středový oblouk je větší. Ramena kaple jsou uprostřed zdi překřížena úzkým vápencovým páskem. Vnitřní ramena jsou podepřena dřevěnými trámy, vnitřní část hemisférické kupole je omítnuta a nabílena. Žulové podlahové desky jsou zdobeny erby a před kněžištěm je schodiště do dolní kaple.